# The Man - La talpa
The Man - La talpa (The Man) è un film del 2005 diretto da Les Mayfield.

## Trama
Andy Fiddler è un logorroico e ingenuo rappresentante di forniture per dentisti che vive con la famiglia a Milwaukee, nel Wisconsin e che deve tenere un discorso per un'importante conferenza a Detroit. Nel frattempo, sempre a Detroit, un'armeria federale dell'ATF è stata derubata di fucili d'assalto, pistole e munizioni, un agente è stato ucciso e l'agente degli affari interni Peters sospetta che l'agente morto e il suo partner, il misantropo Derrick Vann, fossero coinvolti nella rapina.
Vann, intenzionato a riabilitare il suo nome, decide di organizzare un acquisto e per prima cosa si reca dal suo informatore Booty il quale prende un appuntamento con i trafficanti in un bar, precisamente al bancone con una copia del giornale USA Today, per essere riconosciuto. Vann vi si reca ma sfortunatamente, prima che possa iniziare a mettere in pratica il piano, Andy è proprio in quel bar, seduto al bancone con una copia di USA Today. Viene quindi scambiato per l'acquirente di armi da un minaccioso inglese di nome Joey, che gli porge un sacchetto di carta e poi se ne va. La borsa contiene un cellulare e una pistola Walther P99, che Andy tira fuori accidentalmente e la cameriera del ristorante pensa che Andy voglia fare una rapina e va nel panico. Subito dopo Vann entra e arresta Andy, per poi rendersi conto dell'errore del trafficante di armi.
Mentre Vann e Andy sono in auto, il cellulare della borsa squilla e Joey chiede ad Andy di incontrarlo a un particolare incrocio e di avere 20.000 dollari con sé. Lo scambio però fallisce a causa della sbadataggine di Andy e Joey gli dice di incontrarsi in un altro posto. Mentre si dirigono verso la nuova posizione, Andy cerca di scappare e Vann gli spara un colpo con una pistola caricata con del sale. Andy chiama la polizia locale ma, al suo arrivo, rilascia Vann dopo aver appreso che è un agente dell'ATF, ma scopre che esiste un mandato in sospeso per Andy, in quanto durante un viaggio con la famiglia a Istanbul, in Turchia, aveva acquistato un tappeto persiano da portare a casa. Ma all'insaputa di Andy, il tappeto era stato precedentemente rubato e da allora era ricercato per ricettazione. A causa del mandato, il capo di Vann, il tenente Rita Carbone, sospetta che Andy sia un agente degli affari interni infiltrato e non che sia accidentalmente coinvolto nella situazione.
Vann libera Andy dalle celle della caserma, lo porta con se e cerca di contattare il trafficante d'armi Manny Cortez per chiedere aiuto sul caso. Si recano al suo appartamento e scoprono che è stato assassinato nel bagno da Joey dopo aver detto di voler rinunciare all’affare, poiché i suoi complici avevano ucciso un poliziotto (l'ex partner di Vann). 
Vann e Andy poi rintracciano Booty per ulteriori informazioni su chi sono veramente Joey e il suo clan e quest'ultimo rivela loro che il capo principale del clan è un uomo di nome Kane. Andy a questo punto riceve un'altra telefonata da Joey, nella quale chiede 500.000 dollari di anticipo.
Vann dice a Andy di fingersi un potente trafficante e fissa l'intontro con Joey in un ristorante. Vann avverte Andy di non dare a Joey nulla del denaro e che i 500.000 dollari fungono solo da esca. Durante l'incontro, Joey dice ad Andy che Kane ha già un accordo in essere per ottenere i soldi per le armi e che Kane non annullerà il suo attuale accordo per unpresunto acquirente che non ha mai incontrato. Andy improvvisa il piano dando a Joey tutti i 500.000 dollari e restituendogli il cellulare, dicendogli che detterà lui le condizioni per il loro prossimo incontro. Vann quando scopre che ha dato loro i soldi si infuria ma Andy spiega che sentiva che Joey avrebbe abbandonato l'accordo e che dare loro i 500.000 dollari sarebbe una garanzia che Joey avrebbe continuato a lavorare con loro.
Dopo aver assistito al saggio di danza della figlia di Vann, i due organizzano un incontro con Joey ma Vann decide di non richiedere rinforzi. Joey rivela di essere "Kane" e poi accusa Vann di essere un poliziotto, cosa a cui Vann ammette e gli dice inoltre che vuole entrare nel business del traffico di armi e che, grazie alla sua conoscenza dell'ATF, può spostare armi senza sospetti e allentare il calore dell'equipaggio di Joey dall'interno. Dato che non ha altri acquirenti e cerca disperatamente di togliersi le armi dalle mani, Joey e decide di accettare l'offerta di Vann.
Il giorno successivo Andy tiene il suo discorso alla conferenza, ma una volta lasciato il palco, viene fermato dall'agente Peters il quale afferma che Vann è corrotto e che in realtà sta cercando di comprarsi le armi. Allo stesso tempo, negli uffici dell'ATF, Vann si trova dal tenente Carbone la quale lo sospende dopo avergli detto che Booty era stato trovato morto in precedenza. L'agente Peter, essendo sempre più convinto che Vann è colui che ha ucciso Booty, Manny Cortez e il suo ex partner, vuole che Andy indossi una cimice e ottenga una confessione da Vann. Andy si reca quindi da Vann che, nello stesso istante, viene chiamato da Joey. Mentre i due uomini si dirigono al punto di scambio per consegnare i soldi a Joey, Vann accusa Andy di essere un agente degli Affari Interni e Andy gli risponde che pensa che Vann sia corrotto e che è stato lui a uccidere Booty, mandando a monte il piano.
I due entrano nel capannone dove avrà luogo lo scambio. Joey è molto sospettoso e punta una pistola contro Vann, ammettendo poi di essere stato lui a uccidere l'ex partner di Vann e poi prende Andy come ostaggio e chiede a Vann di dargli i soldi altrimenti li ucciderà entrambi. Vann riesce a sparare e uccidere Joey e ne segue una sparatoria tra gli scagnozzi di Joey e le forze dell'ordine di riserva. Dopo gli scontri a fuoco, gli uomini di Joey vengono arrestati. Vann alla fine restituisce la borsa contenente i 500.000 dollari a Peters e viene scagionato completamente. 
Qualche ora dopo Vann accompagna Andy all'aeroporto per il suo volo di ritorno a Milwaukee, i due uomini si scambiano un commosso saluto e Andy può tornare alla sua tranquilla vita di padre di famiglia.

## Critica
Il film ha ricevuto durante l'edizione dei Razzie Awards 2005 una nomination come Peggior attore non protagonista per Eugene Levy.

## Accoglienza
Il film ha ricevuto un’accoglienza piuttosto fredda dalla critica, sostenuta dal fatto che, secondo i recensori, la trama non aveva senso e le sue battute sono state rimaneggiate. Su  Rotten Tomatoes, il film detiene un punteggio del 12% sulla base di 102 recensioni. Su Metacritic, il film ha un punteggio medio ponderato di 33 su 100, basato su 27 recensioni, che indica "recensioni generalmente sfavorevoli".